# Dzierzbin (gromada)
Dzierzbin – dawna gromada, czyli najmniejsza jednostka podziału terytorialnego Polskiej Rzeczypospolitej Ludowej w latach 1954–1972.
Gromady, z gromadzkimi radami narodowymi (GRN) jako organami władzy najniższego stopnia na wsi, funkcjonowały od reformy reorganizującej administrację wiejską przeprowadzonej jesienią 1954 do momentu ich zniesienia z dniem 1 stycznia 1973, tym samym wypierając organizację gminną w latach 1954–1972.
Gromadę Dzierzbin  z siedzibą GRN w Dzierzbinie utworzono – jako jedną z 8759 gromad na obszarze Polski – w powiecie kaliskim w woj. poznańskim, na mocy uchwały nr 22/54 WRN w Poznaniu z dnia 5 października 1954. W skład jednostki weszły obszary dotychczasowych gromad Dzierzbin, Dzierzbin Kolonia i Zamęty ze zniesionej gminy Zbiersk oraz obszar dotychczasowej gromady Danowice ze zniesionej gminy Kościelec w powiecie kaliskim; a także obszary dotychczasowych gromad Bogusławice i Gadów ze zniesionej gminy Tuliszków w powiecie tureckim w tymże województwie. Dla gromady ustalono 18 członków gromadzkiej rady narodowej.
Gromada przetrwała do końca 1972 roku, czyli do kolejnej reformy gminnej.